# Lago Mono
Il lago Mono è un lago alcalino situato nella Contea di Mono, California, negli Stati Uniti d'America. Possiede un ecosistema insolitamente produttivo, e ospita numerose specie di uccelli. Il lago contiene un batterio estremofilo della famiglia delle Halomonadaceae, GFAJ-1 il quale, inizialmente, sembrava in grado di sostituire nel suo DNA il fosforo, un elemento molto raro nel lago, con l'arsenico, velenoso per la maggior parte delle specie viventi. Solo successivamente questa ipotesi è stata confutata, scoprendo nel batterio una rara abilità nel distinguere l'arsenico dal fosforo, rendendolo così totalmente immune dagli effetti tossici di quest'ultimo. Il batterio però rimane incapace di riprodursi in totale mancanza di fosforo.

## Geologia

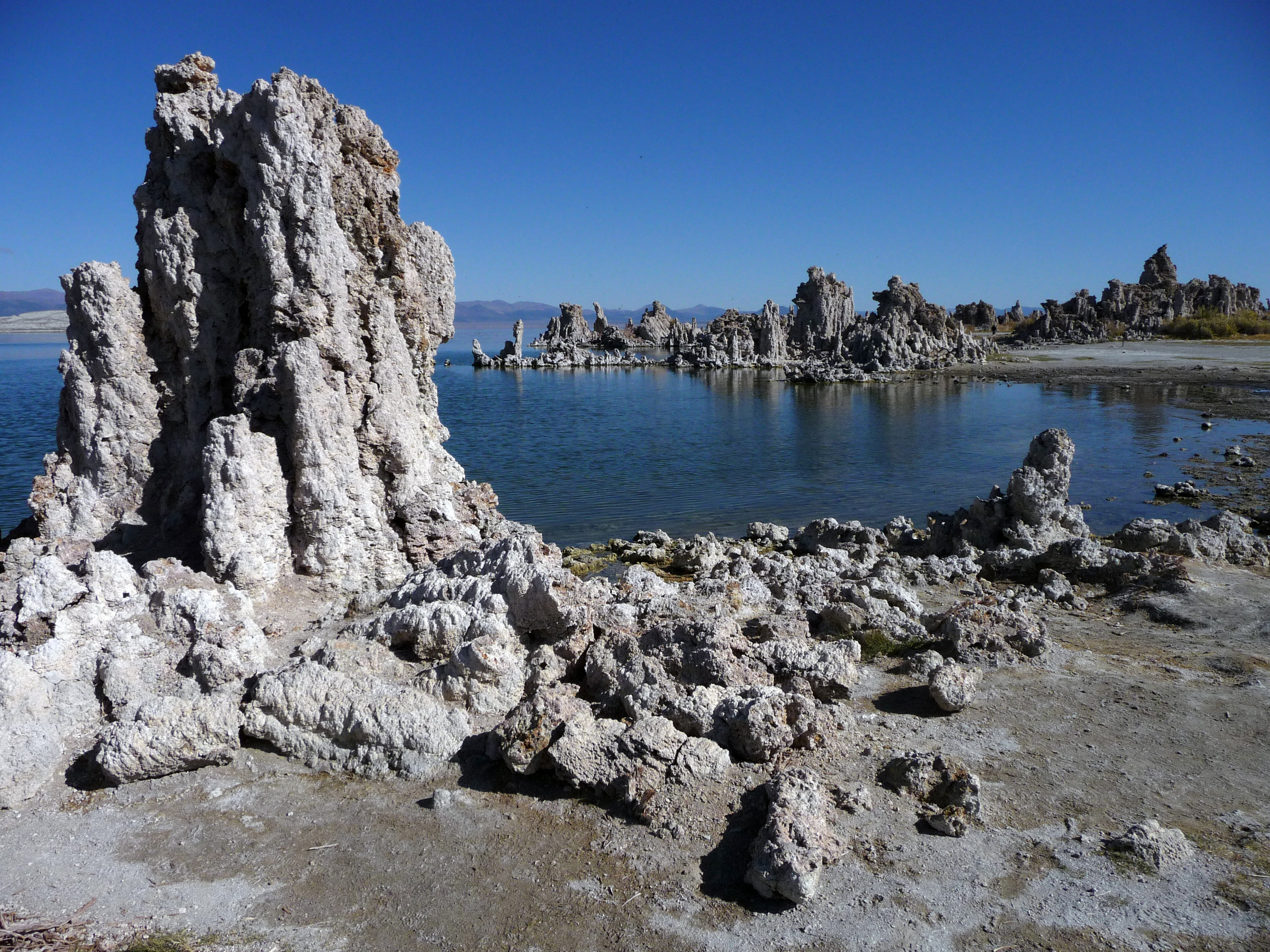
Formazioni sedimentarie lungo le sponde del Lago Mono

A nord del Lago Mono, sulle colline Bodie, si trovano lave andesitiche datate tra gli 8 e i 28 milioni di anni. Queste rocce risalgono all'ultima fase di vulcanismo di subduzione nella zona. Tra i 4.5 e i 2.6 milioni di anni fa, furono eruttate grandi quantità di basalto, formando la Cowtrack Mountain, situata a sud-est del lago, coprendo una superficie di 780 km2, con un'altezza massima di 180 m.
L'area appena citata fa parte di un parco denominato Mono Lake Tufa State Natural Reserve.
Si pensa che il lago si sia formato 760.000 anni fa, durante l'eruzione della Long Valley. I sedimenti fanno presupporre che il Mono Lake sia il resto di un lago più grande e più antico che in passato copriva una vasta zona tra Nevada e Utah; questo lago, durante l'ultima era glaciale, avrebbe potuto misurare fino a 270 m di profondità.
L'attività vulcanica continua ancora nei pressi del lago Mono: l'eruzione più recente risale a 350 anni fa ed è avvenuta a Paoha Island, nel lago stesso.

## Citazioni
- Il lago è il coprotagonista di una foto scattata da Storm Thorgerson ed inclusa nell'album Wish You Were Here (1975) dei Pink Floyd
- A questo lago sono dedicati alcuni capitoli del libro "In cerca di guai" di Mark Twain. Si tratta di un racconto autobiografico dove l'autore narra, con il suo inconfondibile stile, i diversi anni passati nell'ovest americano alla ricerca di fortuna. Twain, durante numerosi tentativi di scoprire mirabolanti filoni di oro e argento, si concede con i compagni d'avventura un periodo di riposo sulle sponde di questo lago alcalino.